# Néstor Cardoso
Néstor Lucas Cardoso (ur. 17 listopada 1935 w Rosario) – argentyński piłkarz grający podczas kariery na pozycji obrońcy.

## Kariera klubowa
Néstor Cardoso rozpoczął karierę w klubie Rosario Central w 1955. W Rosario grał do 1964, kiedy to przeszedł do drugoligowego Colónu Santa Fe, w którym w 1966 zakończył piłkarską karierę. Ogółem w latach 1955-1964 rozegrał w lidze argentyńskiej 240 meczów, w których strzelił 5 bramek.

## Kariera reprezentacyjna
W reprezentacji Argentyny Cardoso zadebiutował 12 lipca 1960 w przegranym 1-5 meczu z Brazylią w Copa del Atlántico 1960. W 1963 uczestniczył w Mistrzostwach Ameryki Południowej. Na turnieju w Boliwii Argentyna zajęła trzecie miejsce. Na turnieju wystąpił w czterech meczach z Kolumbią, Brazylią, Boliwią i Paragwajem, który był jego ostatnim występem w reprezentacji.
Ogółem w barwach albicelestes wystąpił w 7 meczach.
| Mecze i gole w reprezentacji | Mecze i gole w reprezentacji | Mecze i gole w reprezentacji | Mecze i gole w reprezentacji | Mecze i gole w reprezentacji | Mecze i gole w reprezentacji | Mecze i gole w reprezentacji |
| #                            | Data                         | Miasto                       | Przeciwnik                   | Gol                          | Wynik                        | Rozgrywki                    |
| ---------------------------- | ---------------------------- | ---------------------------- | ---------------------------- | ---------------------------- | ---------------------------- | ---------------------------- |
| 1.                           | 12.07.1960                   | Rio de Janeiro               | Brazylia                     |                              | 1:5                          | Copa del Atlántico           |
| 2.                           | 07.11.1962                   | Santiago                     | Chile                        |                              | 1:1                          | Copa Carlos Dittborn         |
| 3.                           | 21.11.1962                   | Buenos Aires                 | Chile                        |                              | 1:0                          | Copa Carlos Dittborn         |
| 4.                           | 10.03.1963                   | Cochabamba                   | Kolumbia                     |                              | 4:2                          | Copa América                 |
| 5.                           | 24.03.1963                   | La Paz                       | Brazylia                     |                              | 3:0                          | Copa América                 |
| 6.                           | 28.03.1963                   | La Paz                       | Boliwia                      |                              | 2:3                          | Copa América                 |
| 7.                           | 31.03.1963                   | La Paz                       | Paragwaj                     |                              | 1:1                          | Copa América                 |